# بيل ستافورد
بيل ستافورد (بالإنجليزية: Bill Stafford)‏ هو لاعب كرة قاعدة أمريكي، ولد في 13 أغسطس 1939 في كاتسكيل في الولايات المتحدة، وتوفي في 19 سبتمبر 2001 في واين في الولايات المتحدة.